# Fergus Falls, Minnesota
Fergus Falls là một thành phố nằm ở quận thuộc tiểu bang Minnesota, Hoa Kỳ. Thành phố có diện tích km2, dân số theo ước tính năm 2010 của Cục điều tra dân số Hoa Kỳ là 13.138 người.
Fergus Falls có nhiều công viên khác nhau (đồng cỏ cao và rừng cây phía đông), cửa hàng, và các điểm tham quan du lịch khác. Cầu Union Avenue trải dài trên dòng sông Otter Tail, và được xây dựng lại vào năm 2004. Ngay bên dưới cây cầu là một phần của công viên River Walk Park đẹp, trải dài khoảng một dặm từ dòng sông. Phần gần cầu Union Avenue được làm lại cùng với cây cầu. Tòa thị chính được mô phỏng theo Independence Hall ở Philadelphia. Cánh phía tây của tòa nhà là trạm cứu hỏa thành phố cho đến những năm 1970. Một số điểm tham quan khác bao gồm: Bảo tàng quận, Hồ Alice, Công viên George B. Wright, Sân gôn Hồ Pebble và Công viên Tưởng niệm Cựu chiến binh. Nghệ thuật ở Fergus Falls đang bùng nổ với một chương trình rạp hát cộng đồng tuyệt vời nằm ở khu vực trung tâm thành phố. Nhiều tài năng địa phương cũng như chuyên nghiệp biểu diễn tại Trung tâm Nghệ thuật.
Thành phố cũng cho biết tên của bài hát "Fergus Falls" của ban nhạc Field Report trong album tựa đề của họ (2012).

## Lịch sử
Thác nước mà thành phố được đặt tên theo đã được Joe Whitford (một người đánh bắt bằng bẫy Scotland) phát hiện vào năm 1856 và nhanh chóng được đặt tên để vinh danh ông chủ James Fergus. Không biết James Fergus đã từng đến thăm thành phố này hay chưa, nhưng Joe Whitford đã không sống để thấy thành phố phát triển, vì ông bị giết trong cuộc chiến Dakar năm 1862 ở miền tây Minnesota. Vào năm 1867, George B. Wright đến văn phòng tại St. Cloud và tìm thấy tuyên bố của Whitford, mua mảnh đất và xây dựng cái mà bây giờ là đập Trung tâm ở trung tâm thành phố Fergus Falls vào khoảng năm 1871. Sau khi Wright chết năm 1882, con trai của ông Vernon di chuyển từ Boston đến Minnesota và tiếp quản quyền lợi của cha mình trong thị trấn. Vern Wright cũng là một trong hai người thành lập Công ty Điện Otter Tail vào năm 1907. Thành phố được thành lập vào cuối những năm 1870 và nằm dọc theo đường phân chia giữa rừng rụng lá lâu năm của vùng Tây Bắc phía Đông, và Những đồng bằng tuyệt vời ở phương Tây, trong một khu vực những ngọn đồi dịu dàng, nơi mà lịch sử địa chất gần đây bị chi phối bởi sự suy thoái của các sông băng từ kỷ băng hà cuối cùng, với rất nhiều hồ và các con sông nhỏ.
Hai cơn lốc xoáy chính đổ vào Fergus Falls vào đầu thế kỷ 20, lần thứ hai, cơn lốc xoáy Fergus Falls năm 1919, lớn hơn. Toà nhà thờ duy nhất còn lại đứng sau cơn bão lớn là nhà thờ Báp tít màu đen chủ yếu.